# 吉勒·德罗宾

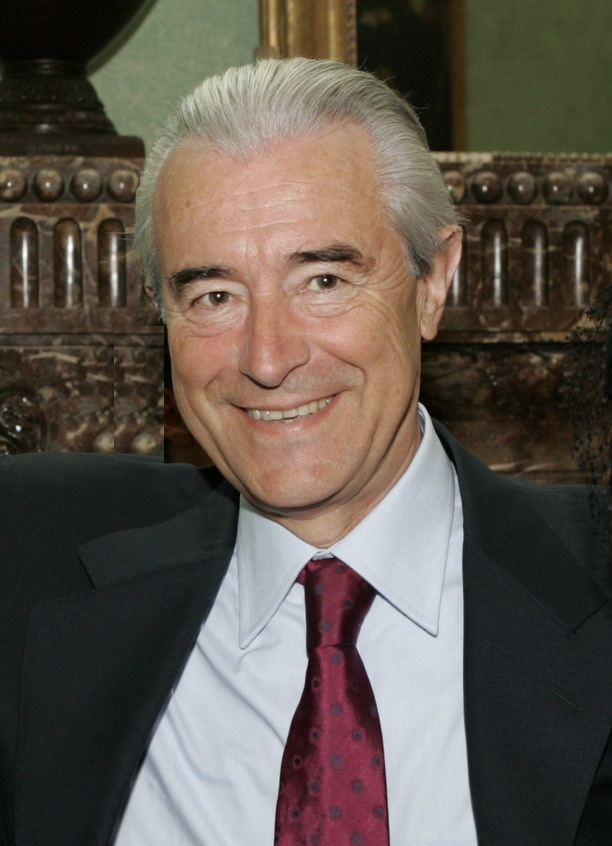
吉勒·德罗宾

吉勒·德罗宾（1941年4月10日 - ），法国政治家。他是亚眠市长。
从2005年8月至2007年5月曾任法国国家教育部长，2007年3月29日连任亚眠市长。
| 前任： 弗朗索瓦·菲永 | 法国国家教育部长 | 继任： 克萨维埃·达尔柯斯 |